# Els ponts de Madison
Els ponts de Madison (títol original en anglès The Bridges of Madison County) és un pel·lícula estatunidenca dirigida i interpretada per Clint Eastwood, estrenada el 1995. S'inspira en una novel·la del mateix nom escrita per Robert James Waller. S'ha doblat al català.

## Argument
El destí de Francesca Johnson sembla traçat del tot. Però un dia de l'estiu del 1965, mentre el seu marit i els seus fills han marxat a una fira a Iowa, el fotògraf Robert Kincaid li demana unes indicacions. El guiarà a través dels ponts coberts del Comtat de Madison que ha de fotografiar per al National Geographic. L'amor segueix i marca les seves vides...

### Comentaris
Italiana de la costa Adriàtica i esposa de guerra, Francesca s'ha trobat amb el seu marit, a casa seva, en esposa i mare de família en un mitjà cultural molt diferent del seu, enmig d'enlloc al pla estat d'Iowa, on els veïns més propers de la granja es troben a desenes de quilòmetres.
És el tancament físic en una granja enmig d'enlloc, social, com a esposa i mare, i cultural on Robert és l'obertura i la unió al món. Robert representa una altra vida i una altra cultura diferent de la de les fires agrícoles i altres festes.
Abans de marxar, Robert demana a Francesca que agafi les seves coses i se'n vagi amb ell. Després de moltes reflexions, li diu que no estaria bé, que la seva família la trobaria a faltar, que aquesta sortida els feriria i que no es podrien ja estimar si marxés amb ell. La solució de Francesca és el sacrifici. Ella i Robert es continuen estimant i si queda lliure per la mort del seu marit o si demana el divorci, buscaria Robert. Així, no fan més que esperar i esperar-se mútuament.
Finalment, demana en el seu testament que incinerin el seu cos després de la seva mort i llancin les cendres al pont cobert "Roseman", on ha viscut el gran amor romàntic amb Robert. Ha donat la seva vida a la seva família i vol donar ara el que queda a Robert, que ja ha mort, les cendres del qual han estat llançades en aquest indret. Vol donar un bon exemple als seus fills quedant-se amb la família fins a la mort del seu marit. Vídua i lliure, Francesca no va poder reprendre el contacte amb Robert per correu.
El martiri de Francesca i de Robert és la redempció social per una breu i profunda trobada amorosa en què no es poden reunir més que a la seva mort al pont cobert "Roseman", allà on han viscut intensament el seu amor romàntic, en contrast a l'amor conjugal. Malgrat el sacrifici de Francesca, el seu fill li retreu aquesta trobada amorosa adulterina, mentre que la seva filla és més atenta i empàtica.
El que fa tan especial l'amor de Francesca i de Robert és que sigui tan durador i profund.

## Repartiment
- Clint Eastwood: Robert Kincaid
- Meryl Streep: Francesca Johnson
- Annie Corley: Caroline
- Victor Slezak: Michael Johnson
- Jim Haynie: Richard Johnson
- Sarah Kathryn Schmitt: Carolyn, nen
- Christopher Kroon: Michael, nen
- Phyllis Lyons: Betty
- Debra Monk: Madge

## Nominacions
- Oscar a la millor actriu per Meryl Streep (1996)
- César a la millor pel·lícula estrangera